# 抗火石

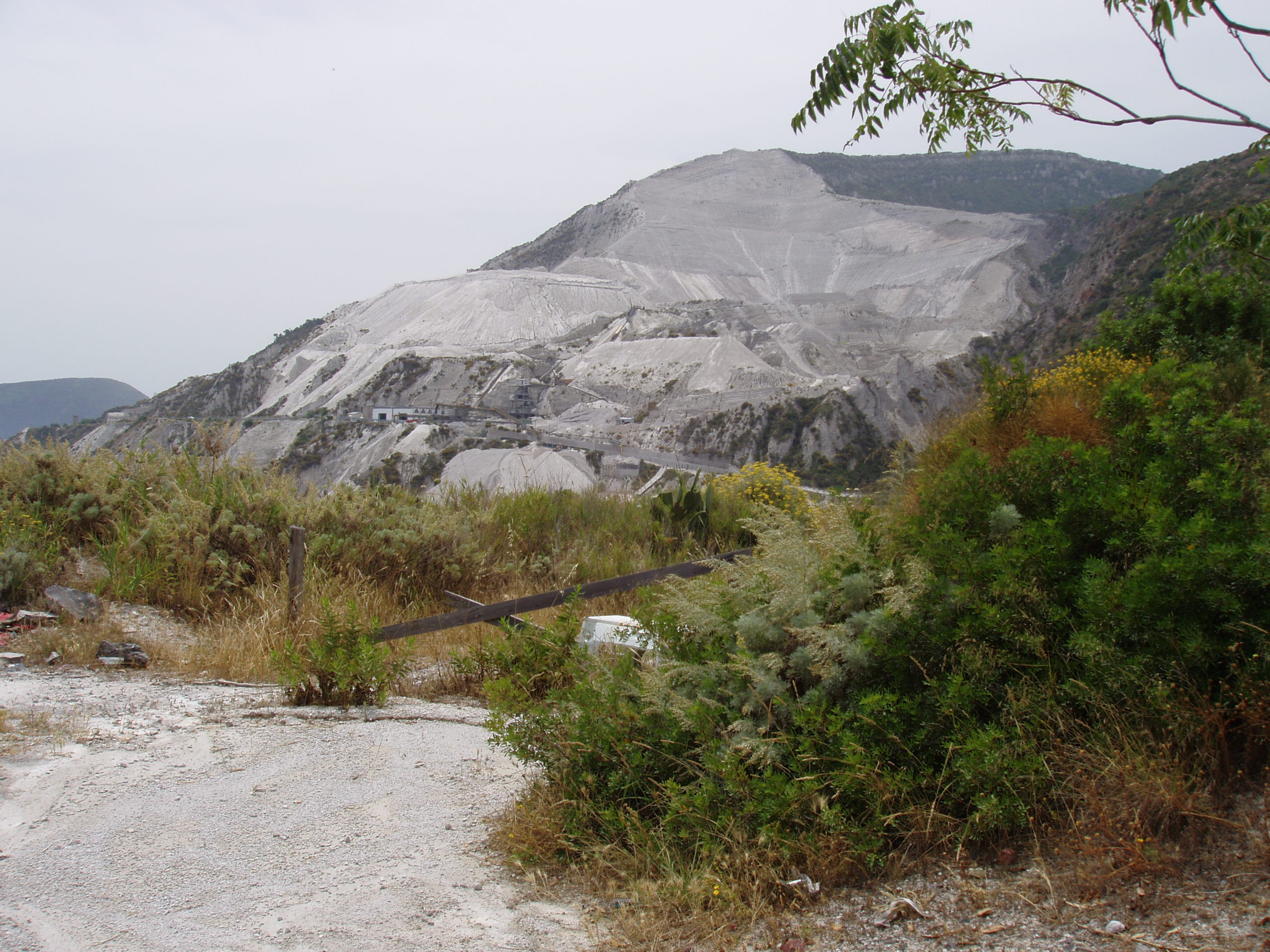
リーパリ島の鉱山

抗火石（こうかせき、こうがせき）は伊豆諸島の新島、式根島、神津島に産する流紋岩の一種。学名を石英粗面岩という浮石黒雲母流紋岩という火成岩の一種である。ブロック建築用石材、外装用タイル、煙突の内張材などに用いられる。
コーガ石とも表記され、新島などに産するものと同一の性状をもつものはイタリアのリーパリ島にしかみられない。伊豆半島の天城地方にも「天城抗火石」という軽石の一種を産するが、新島産などと天城産の石は別種とされている。天城産の形の良い石は「水孔石」の名で観賞用とされる。
江戸時代や明治時代の文献では「甲化石」や「剛化石」の字を当てるものもある。

## 新島の抗火石
外見は灰白色で多孔質であり流理組織が著しく、特に新島産のものには石英粒が付着しているのが特徴である。
石材として生活利用されるようになった時期は明らかでないが、新島本村役場企業課編『新島 コーガ石 沿革誌』（1979年、14頁）によると天明2年（1782年）の「御見聞役人之請書報告」には石の取引の記録がある。
1878年（明治11年）3月の東京府の吏員による「伊豆七島記」には新島の物産として「甲化石」を挙げており、暖炉や金魚鉢に使用されるとしていることから耐火性だけでなく耐水性も認識されていた。
その後、新島では1924年（大正13年）ごろより工業用に組織的な採掘が行われるようになった。
新島では住宅、倉庫、塀などの建材として新島産の規格石が多く用いられている。1895年（明治28年）の新島の調査に参加した坪井正五郎は『東京人類学雑誌』に「新島の土俗」を発表したが、それによると物置が石葺きで、石垣や道路の敷石、石段にも柔い石を用いているとしている。ただ、石瓦にすると湿気を引くとして母屋には利用されず草屋根であると報告しており、建築用に導入されるようになったのは明治以降のことと考えられている。
新島の名物となっているモヤイ像は抗火石で製作されており、渋谷駅南口のモヤイ像も新島から寄贈されたものである。

## 天城の抗火石
外見が灰白色で多孔質であり流理組織が著しい点は共通するが、天城産のものには玄武岩質の捕獲岩が付着しているのが特徴である。
先述のように天城産の形の良い石は「水孔石」の名で観賞用とされるほか、有機性排水処理技術（水質浄化のための濾材）としても利用されている。